# 王立诚
王立誠（1958年11月7日—），南投縣南投市人，籍貫福建霞浦，旅日棋士。門下張豊猷九段、關西棋院吳柏毅五段。女兒王景怡為日本棋院三段，兒子王景弘為關西棋院初段。

## 生平
王立誠小時候即有神童之稱，後經過沈君山考核後，於1971年赴日本學棋，投身於加納嘉德九段門下。1972年成為日本棋院初段，1988年晉升九段。
王立誠圍棋成長之路恰逢日本六超時代，因此如同代棋士一樣，奪冠之路屢屢受到「六超」壓制。後師從吳清源九段學習，深得「廿一世紀圍棋」之精髓，於是棋力更上層樓，與依田紀基、王銘琬、趙善津等中生代棋手共同終結「六超時代」。並在2000年中登上日本第一人「棋聖」位。
邁入廿一世紀後，王立誠一度手握「棋聖」、「十段」、「王座」三冠，為日本棋界第一人。惜因為耳疾困擾，於2003年痛失棋聖位後，棋力開始走下坡。2005年十段戰被趙治勳所擊敗，痛失唾手可得之「名譽十段」。

## 棋風
王立誠棋風勇武善戰，尤其擅長於中盤之力戰，常常在開局逆境下透過中盤強手迭出，逆襲成功，是少數不畏懼韓流亂戰棋風的日本棋手，尤其對曹薰鉉保持極高的勝率是日本棋手的異數。
王立誠年少時與小林覺、山城宏、並稱為「青年三羽烏」，是當時日本棋界看好的三位才俊。三人曾組聯軍挑戰當時第一人趙治勳，惜因三人棋風彼此不配合而輸的甚慘。

## 生平
- 1971年赴日本。
- 1972年通過門檻，日本棋院初段。
- 1981年奪取新人王頭銜。
- 1992年富士通盃亞軍，首度在世界棋戰嶄露頭角。
- 1995年奪取王座戰冠军，第一個七大頭銜。
- 1998年奪取LG杯世界棋王，首獲世界冠軍。
- 2000年獲得棋聖冠军，登頂日本第一人。再獲春蘭杯，世界第二冠。
- 2001年獲得十段战冠军。
- 2003年丟失棋聖頭銜。
- 2005年丟失十段頭銜，無冠狀態。

## 升段過程
- 1972年入段
- 1973年二段
- 1975年三段
- 1976年四段
- 1978年五段
- 1981年六段
- 1982年七段
- 1985年八段
- 1988年九段

## 重要頭銜
- LG世界棋王：1998
- 春蘭杯：2000

- 棋聖：2000～2002，三連霸
- 十段：2001～2004，四連霸
- 王座：1995，1999～2001，三連霸

- 鶴聖：1989、1993、1999、2000，四冠
- 新人王：1981
- NHK杯：1997
- アコム杯：1994
- JT杯：1995
- 新鋭トーナメント杯：1983

- 日本棋院認可頭銜數：22，為現役棋手中第11位。
- 2008年2月14日，於第63期本因坊預賽中擊敗井口豊秀七段，生涯戰績累計第1000勝，為日本棋界第九位勝數達至千勝的棋手。

## 重要榮譽
- 平成12年：第34回棋道賞「最優秀棋士賞」受賞
- 平成12年：棋道賞「国際賞」受賞，棋道賞受賞總計12回
- 平成12~14年：日本棋手獎金排名第一位
- 平成15年：通算900勝達成
- 平成20年：通算1000勝達成
- 平成25年：通算1100勝達成
- 令和01年：通算1200勝達成[3]

## 外部連結
- 日本棋院‧王立誠 （页面存档备份，存于）
- 搜狐人物频道·王立诚
- 1975年接受台視專訪片段